# Mapový klient
Mapový klient představuje počítačovou aplikaci, která je schopná zobrazovat prostorové informace v podobě mapy. 
Nejčastěji je mapovým klientem myšlena aplikace dostupná prostřednictvím Internetu a využívající služby mapových serverů. Základní funkce prohlížení mohou být rozšířeny o libovolné další (např. měření v mapě, interaktivní objekty, editační možnosti atd.). Mapový klient je také často propojován s dalšími systémy, kde jeho mapa slouží jako rozhraní pro přístup k dalším informacím.